# Сузина
Сузина је насељено мјесто у општини Берковићи, у Републици Српској, Босна и Херцеговина. Према попису становништва из 1991. у насељу је живјело 162 становника.

## Становништво
| Националност       | 1991. | 1981. | 1971. | 1961. |
| Срби               | 162   |       |       |       |
| остали и непознато |       |       |       |       |
| Укупно             | 162   | '     | '     | '     |

| Демографија | Демографија | Демографија |
| Година      | Становника  | Становника  |
| ----------- | ----------- | ----------- |
| 1948.       | 237         |             |
| 1953.       | 225         |             |
| 1961.       | 221         |             |
| 1971.       | 190         |             |
| 1981.       | 136         |             |
| 1991.       | 162         |             |